# Octonoba
Octonoba es un género de arañas araneomorfas de la familia Uloboridae.

## Especies
- Octonoba ampliata Dong, Zhu & Yoshida, 2005
- Octonoba aurita Dong, Zhu & Yoshida, 2005
- Octonoba basuensis Hu, 2001
- Octonoba biforata Zhu, Sha & Chen, 1989
- Octonoba dentata Dong, Zhu & Yoshida, 2005
- Octonoba digitata Dong, Zhu & Yoshida, 2005
- Octonoba grandiconcava Yoshida, 1981
- Octonoba grandiprojecta Yoshida, 1981
- Octonoba longshanensis Xie et al., 1997
- Octonoba okinawensis Yoshida, 1981
- Octonoba paralongshanensis Dong, Zhu & Yoshida, 2005
- Octonoba paravarians Dong, Zhu & Yoshida, 2005
- Octonoba rimosa Yoshida, 1983
- Octonoba senkakuensis Yoshida, 1983
- Octonoba serratula Dong, Zhu & Yoshida, 2005
- Octonoba sinensis (Simon, 1880)
- Octonoba spinosa Yoshida, 1982
- Octonoba sybotides (Bösenberg & Strand, 1906)
- Octonoba taiwanica Yoshida, 1982
- Octonoba tanakai Yoshida, 1981
- Octonoba uncinata Yoshida, 1981
- Octonoba varians (Bösenberg & Strand, 1906)
- Octonoba wanlessi Zhang, Zhu & Song, 2004
- Octonoba yaeyamensis Yoshida, 1981
- Octonoba yaginumai Yoshida, 1981
- Octonoba yesoensis (Saito, 1934)
- Octonoba yoshidai Tanikawa, 2006